# Гнесь Олена
Гнесь Олена (нар. 7 квітня 1978, Ізмаїл) — українська відеоблогерка, тележурналістка та гідеса. Разом зі своєю сім'єю проживає на території США, куди змушена була переїхати рятуючись від війни.
Стала відома широкому загалу в перші місяці повномасштабного російського вторгнення в Україну, створюючи свій англомовний відеоблог з охопленого війною Києва. Цей блог привернув увагу багатьох іноземних журналістів, які почали запрошувати Олену до інтерв'ю та участі в телевізійних зніманнях. Вона вела англомовні стріми для CNN, BBC, CBC, CBS, Fox News, тощо. В ті часи її називали «Голосом України» (англ. «The Voice of Ukraine»).
Є автором двох блогів на платформі YouTube:
- «WHATISUKRAINE» — англомовний канал, який покликаний розповідати іноземцям про Україну;
- «Пані Калина» — україномовний канал розрахований на дитячу авдиторію дошкільного віку. Станом на серпень 2025 року, канал має понад 260 тисяч підписників, а загальна кількість переглядів перевищила 231 мільйон.

## Життєпис
Народилася 7 квітня 1986 року, в місті Ізмаїл, на Одещині. Після закінчення школи перебралася до Києва, де вступила до інституту журналістики КНУ ім. Тараса Шевченка, який успішно закінчила 2009 року, отримавши освітньо-кваліфікаційний рівень магістр. Працювала спецкореспонденткою телеканалу Інтер. 2010 року Олена Гнесь стала лавреатом премії імені Анатолія Москаленка, у номінації «Молодий журналіст». В лютому 2014 року була серед підписантів відкритого листа, в якому висловлювалась категорична незгода з редакційною політикою каналу. В листі, працівники телеканалу стверджують, що з грудня 2013 року, новини на Інтері перетворилися з просто провладних на відверто пропагандистські. Заявляють про систематичні випадки цензури і вимагають від керівництва каналу повернутися до «стандартів журналістики».
2018 року, відходить від журналістики і починає працювати гідом для англомовних туристів, спочатку в Чорнобильській зоні, а згодом і в Києві. Проте з настанням пандемії COVID-19, було введено суворі обмеження на вільне пересування людей і туристичний бізнес практично зупинився. Саме тоді Олена створює свій перший відеоблог на платформі YouTube, який називає «WHATISUKRAINE». Канал повністю англомовний, розрахований на іноземних туристів, з метою заохотити їх відвідати Україну, коли обмеження пов'язані з пандемією будуть зняті. 

### Початок війни
Після початку війни у лютому 2022 року залишалась у Києві з трьома маленькими дітьми, в той час як її чоловік вступив до лав ТРО ЗСУ. Використовуючи власний YouTube-канал, Олена розпочала робити англомовні стріми з охопленого війною Києва. Ці відео привернули увагу іноземних засобів масової інформації, і вони почали запрошувати Олену до інтерв'ю та участі в телевізійних зніманнях. Вже 6 березня 2022 року, всього через 11 днів після початку повномасштабного вторгнення, Олена віддалено взяла участь у Rosemary Barton Live, розповівши про обстановку в Києві, на який з усіх боків насувалися ворожі танкові колони. Неодноразово була присутня в ефірі Пізнього шоу зі Стівеном Кольбером та в новинному марафоні Anderson Cooper 360°. Загалом вона неодноразово з’являлась в ефірах CNN, BBC, CBC,  CBS, Fox News, польських, японських, канадських та індонезійських ЗМІ, активно інформуючи англомовну авдиторію про ситуацію в Україні. Деякі іноземні ЗМІ, на той час, називали її «Голосом України» (англ. «The Voice of Ukraine»). Наприкінці травня 2022 року CNN випустили у світ 40-хвилинний документальний фільм «Щоденник війни очима матері» (англ. «A Mother's Diary of War») головними героями якого стали Олена та її діти.

### на території США
В другій половині 2022 року, старшій донці Олени було поставлено діагноз синдром Аспергера, її психологічний стан в умовах війни і постійних бомбардувань різко погіршився і тоді було прийняте рішення виїхати з країни. Сім'я Олени скористалася запрошенням родини зі штату Джорджія і в межах прогами «Uniting for Ukraine» прибули на територію США. Перший час вони проживали в невеликому містечку штату Джорджія, в будинку родини, яка прийняла їх за умовами програми «Uniting for Ukraine». Нині ж Олена з чоловіком вже мають роботу і не отримують допомоги від уряду США, вони проживають у власному будинку в містечку Гілтон-Гед-Айленд, штату Південна Кароліна.
Навіть перебуваючи в США, Олена Гнесь намагається допомогти тим, хто залишається в Україні. Вона є послом фонду Цілі сталого розвитку при Організації Об'єднаних Націй. Фонд проводить кампанію з придбання генераторів, акумуляторних ліхтарів та електростанцій, щоб допомогти українцям пережити чергову зиму.
10 травня 2023 року в Національному дендропарку США, було висаджено рожевий каштан на честь України. Одним з ініціаторів цієї події виступила Олена Гнесь. В церемонії посадки каштану прийняли участь сама Олена зі своїми дітьми, посол України в США Оксана Маркарова, та представники міністерства сільського господарства США.

## Канал «Пані Калина»
YouTube-канал «Пані Калина» було створено у березні 2023 року. Авторка прагнула заповнити прогалину у якісному україномовному контенті для дошкільнят, орієнтуючись на формати американських ютуб-нянь, таких як Ms. Rachel чи Miss Monica. Контент каналу побудований на прямому спілкуванні з дитиною: Пані Калина звертається безпосередньо до малюків, задає їм питання, вчить рахувати, розпізнавати кольори, букви, співає пісеньки та читає римовані віршики.
Усі етапи виробництва — написання сценаріїв, знімання, монтаж, озвучення, анімація — Олена виконує самостійно, переважно вночі, коли діти сплять. За словами самої авторки, на одну хвилину відео припадає близько п’яти годин роботи. Канал існує завдяки підтримці приватних донаторів, зокрема колишніх глядачів її туристичного каналу What Is Ukraine.
Станом на серпень 2025 року канал мав понад 261 тисячу підписників, а загальна кількість переглядів каналу перетнула відмітку у 233 мільйони. В серпні 24 канал провів опитування і склав рейтинг з 10 якісних україномовних youtube каналів, орієнтованих на дитячу авдиторію. «Пані Калина» посіла в цьому рейтингу 5 місце. 